# Algimanta Pabedinskienė
Algimanta Pabedinskienė, née le 25 mars 1965 à Liepāja, est une femme politique lituanien membre du Parti du travail (DP).
Elle est ministre du Travail du 13 décembre 2012 au 13 décembre 2016.

## Biographie

### Engagement politique
En 2008, elle se présente aux élections législatives sous les couleurs du Parti travailliste dans la 63e circonscription mais ne remporte que 4,43 % des voix au premier tour. Candidate l'année suivante aux élections européennes sur la liste du DP, elle est inéligible puisque placée en dix-huitième position.
Aux élections législatives de 2012, elle tente de nouveau de se faire élire au Seimas dans la 63e circonscription. Opposée au second tour à l'ancien ministre social-démocrate Juozas Olekas, elle est nettement défaite avec 39,2 % des suffrages. Cela n'empêche pas son entrée au gouvernement le 13 décembre comme ministre de la Sécurité sociale et du Travail, dans la coalition du social-démocrate Algirdas Butkevičius.